# Ханиш
Ханиш (араб. جزر هانيش‎) — архипелаг в Красном море, принадлежит Йемену. До 1998—1999 годов на них также претендовала Эритрея.

## География
Архипелаг состоит из трёх больших и множества мелких островов. Самый большой остров Зукар (~120 км²) находится на севере архипелага, Джазират-эль-Ханиш (Эль-Ханиш-эль-Кэбир) — на юге (~116 км²). Между этими островами расположены остров Джазират-эль-Ханиш-эль-Сагир и несколько маленьких островов.

## История
На острова архипелага Ханиш до 1923 года претендовала Турция. В 1923—1941 годах они находились под управлением итальянской колонии Эритрея.
В 1941 году после поражения итальянской колониальной армии протекторат над Эритреей установила британская армия.
На протяжении 1970-х годов на острова претендовали Эфиопия (в состав которой тогда входила Эритрея) и Йемен. Интерес Эфиопии к островам был обусловлен тем, что группы, отстаивающие независимость Эритреи, использовали острова Ханиш и близлежащий остров Зукар в качестве базы для нападений на эфиопские войска.
В 1993 году Эритрея обрела независимость и в 1995 году попыталась установить свой суверенитет над архипелагом. Это вызвало Ханишский конфликт. После продолжительного разбирательства международным судом в Гааге (решение от 9 октября 1998 года) Йемену было предоставлено полное право собственности на более крупные острова, а Эритрее — периферические островки и скалы юго-западнее более крупных островов.
9 декабря 2015 года солдаты саудовской коалиции, которая борется против хуситов, пришедших к власти в Йемене, взяли под контроль стратегический остров Эль-Ханиш-эль-Кэбир, который находится в Красном море у берегов йеменской провинции Ходейда, второй по величине остров архипелага. Войска арабской коалиции очистили остров от хуситов и сторонников бывшего президента Йемена Али Абдаллы Салеха. Тем не менее под контролем хуситов остаётся остров Зукар, который находится в нескольких километрах севернее. Схватки в этом районе продолжаются до сих пор. В 2015 году корабли с острова Перим близ Адена при поддержке авиации внезапно атаковали лоялистов на острове Зукар. Ранее войска арабской коалиции во главе с Саудовской Аравией установили свой контроль над стратегическим Баб-эль-Мандебским проливом и йеменским островом Сокотра.